# 칼라브리아소나무밭쥐
칼라브리아소나무밭쥐(Microtus brachycercus)는 밭쥐속에 속하는 설치류의 일종이다. 이탈리아 남부와 중부 지역에서 발견되며, 초기에는 레만(Lehmann)이 사비소나무밭쥐의 아종으로 기재했다. 칼라브리아 지역의 유전자 조사 결과, 유사하지만 X 염색체는 이탈리아 기타 지역에서 발견되는 사비소나무밭쥐 샘플보다 크고 1994년 갈레니(Galleni)에 의하면 Y 염색체 크기가 두배라는 사실이 발견되어, 칼라브리아소나무밭쥐가 별도의 종으로 기술되었다.